# Забрало
Забра́ло или Наличник, Личник — подвижная часть шлема, которая служит для закрытия и защитой лица и глаз человека (воина).
Забрала примерно в XIV веке стали частью рыцарских доспехов. Забрало или наличник, как передняя часть шлема, закрывающая верхнюю часть лица или всё лицо от ударов противника, появилось как продолжение защитных масок (личин), отсюда и одно из  названий — Личник. Забрало соединялось со шлемом наглухо или помощью двух винтов (подъёмное забрало), и делалось или в виде цельного черепицеобразного куска стали, или из чешуеобразных пластин. Некоторые современные шлемы тоже имеют забрала, например шлемы для сварщиков, мотоциклистов и так далее.

## История
В своём современном значении слово англ. visor/фр. visiere/нем. visier означает, как забрало, так и козырёк, а в средневековом значении означало наносник. Подобное изменение значения слова является отражением эволюции этой детали доспеха, которая изначально представляла собой увеличенный наносник, а затем превратившись в полную защиту лица, деградировало до козырька. Примером раннего нем. visier является нем. klappvisier (XIV век), подобно наноснику крепящийся не по бокам, а сверху. Примером позднего нем. visier является нем. visier у ландскнехтского нем. Sturmhaube (XVI век), аналогичный верхнему забралу шлема с двойным забралом, но не имеющий нижней половины, оставляя тем самым открытым лицо и предоставляя хороший обзор. Что любопытно, в XVII веке, у шлемов польских гусар пол. Kapalin, при наличии настоящего козырька, наносник вновь начал расти эволюционируя в забрало (этот процесс был прерван выходом доспехов из употребления).

### Предпосылки к появлению забрала
При рассмотрении региональных различий между позднесредневековыми доспехами Европы и Азии бросается в глаза то, что для Азии характерны открытые шлемы обеспечивающие хороший обзор, в то время как в позднесредневековой Европе открытые шлемы были популярны у лучников и арбалетчиков, а рыцари предпочитали закрытые глухие шлемы с защитой в ущерб обзору. Что объясняется тем, что в Азии всадник, вне зависимости от степени его благородства, всегда был вооружён луком, более того нередко именно лук считался главным оружием всадника, и потому для всадника хороший обзор был критически важен.
В Европе же основным оружием всадника считался отнюдь не лук, и стрельба с коня была характерна лишь для таких окраин Европы, как Венгрия, а основной тактикой был таранный удар копьём с разбега, с последующим вступлением в ближний бой. При этом, было бы сильным упрощением сказать, что для рыцаря хороший обзор был неважен, так как в ближнем бою (при фехтовании) хороший обзор был всё же очень желателен, в то время как при нанесении таранного удара можно было позволить обойтись без хорошего обзора. И потому рыцарь XIII века, наносил таранный удар будучи одет в глухой горшковый шлем (известный как «ведро»), а при вступлении в ближний бой нередко это шлем скидывал (для чего его крепили цепями, в начале просто к поясу, затем к бригантине). И если в начале XIII века рыцарь скинув шлем оставался лишь в кольчужном капюшоне — с очень хорошим обзором, но с хлипкой защитой. В конце XIII века, рыцарь скинув горшковый шлем, оставался уже не в кольчужном капюшоне, а в полноценном шлеме с хорошим обзором именуемом бацинет. Но увы, система из двух шлемов была столь же надёжной, сколь и тяжёлой, да и то скидывать, то надевать в горячке боя тяжёлый горшковый шлем было не очень удобно. Кроме того защита лица, которую давал ранний бацинет ограничивалась лишь наносником и бармицей. Что пытались скомпенсировать крепя бармицу непосредственно к нижнему краю наносника, да и сам наносник старались делать широким. Кроме того для удобства наносник имел крепление позволяющее при непристёгнутой бармице откидывать его (наносник) вверх, а при пристёгнутой отстёгивать наносник, так что он свисал на груди на бармице.

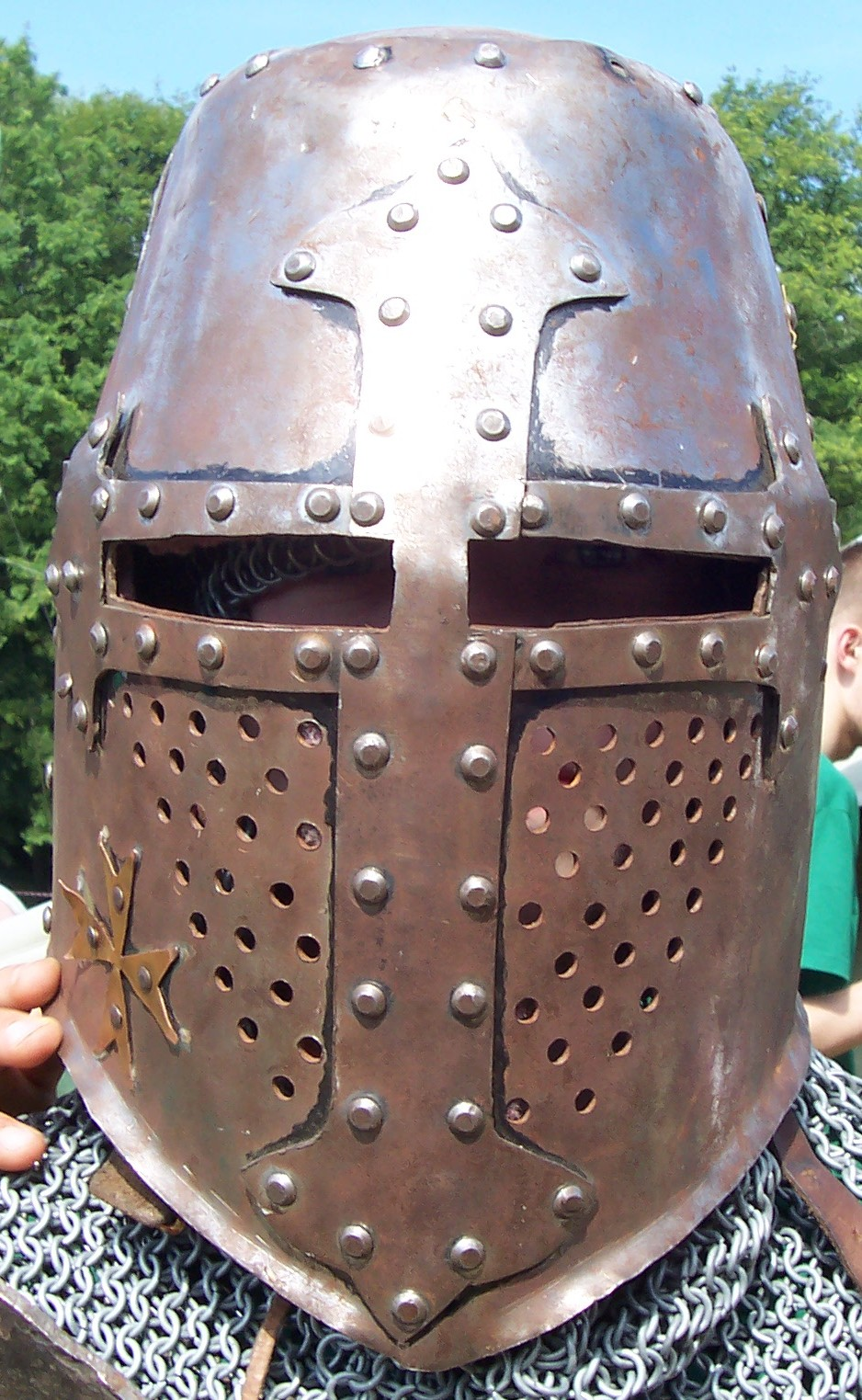
Горшковый шлем
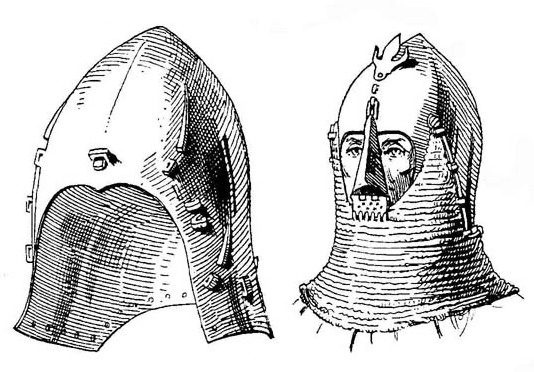
Бацинет

### XIV век
Если не считать спорного флорентийского рельефа (см. ниже), по поводу которого нет единодушного мнения экспертов, наиболее ранним, и несомненно достоверно ранним типом (по креплению) забрала является нем. Klappvisier, имевший крепление идентичное креплению наносника. Большая часть, дошедших до наших дней, забрал этого типа (по форме) относится к типу нем. Hundsgugel. Термин нем. Klappvisier, относится только к определённому типу крепления забрала, и не относится к его форме. А термин нем. Hundsgugel (дословно «собачий капюшон», из-за соответствующих форм забрала и шлема (см. нем. Gugel))), относится только форме забрала, и означает забрало в форме конуса или пирамиды с выступающими глазницами. При этом, многие нем. Hundsgugel, имеют крепление не сверху, а по-бокам — не относясь тем самым к типу нем. Klappvisier. Что касается забрал типа нем. Klappvisier, то они могут иметь округлую (неостроносую) форму забрала.
Остроносая форма (нем. Hundsgugel), возникла несколько позже округлой, и набрала большую популярность благодаря тому, что с неё хорошо соскальзывает колющий удар в лицо. А чтобы соскользнувший удар случайно не соскользнул в глаз, глазницы худсгугеля делали довольно выступающими. Нередко снизу хундсгугеля делались щели для дыхания повторявшие своей формой глазницы, для дыхания также служила перфорация носа забрала. При этом, левую половину обычно не перфорировали, так как при копейной сшибке удар чаще приходился именно на левую половину. Некоторые образцы шлемов имеют зубчатые края глазниц, что связано с желанием найти компромисс между защитой и обзором.
Несмотря на свои удобства, бацинет с забралом не смог вытеснить горшковый шлем, так как горшковый шлем к тому времени уже прочно ассоциировался с рыцарством (все прочие этот шлем из-за скверного обзора не носили), и потому продолжал использоваться, правда, не столько в бою, сколько на турнирах. Именно продолжающееся использование горшковых шлемов, послужило причиной того, что крепление нем. Klappvisier, почти целый век сосуществовало с более практичным креплением — по-бокам. Так как нем. Klappvisier позволял, заменив забрало на наносник, надеть тот же самый бацинет под большой шлем. Наибольшей популярностью нем. Klappvisier пользовался в Священной Римской империи, в то время как в Италии он был не столь популярен.

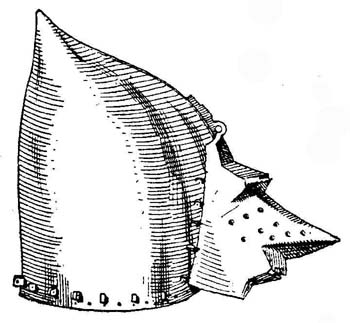
нем. Hundsgugel с креплением типа нем. Klappvisier
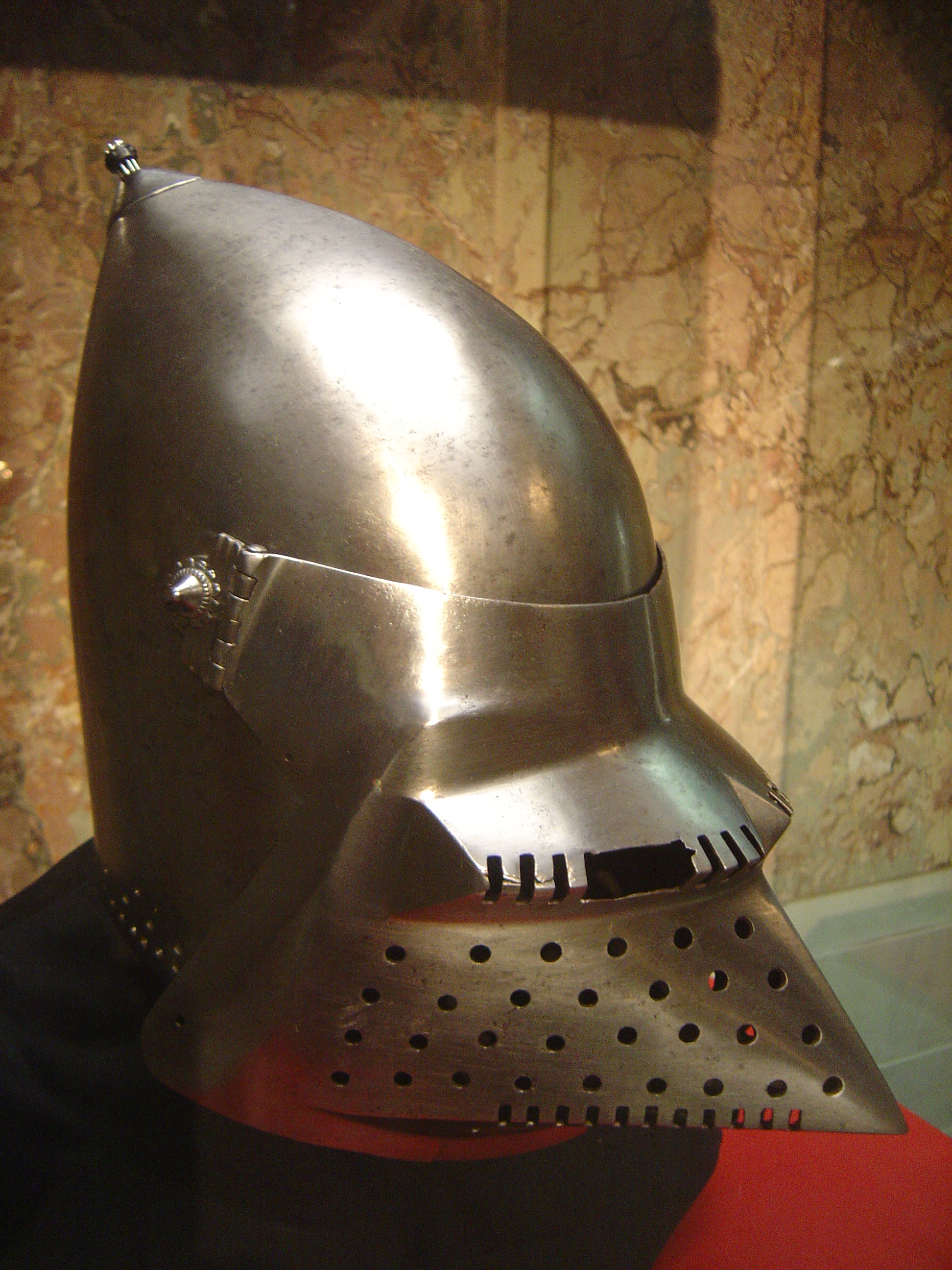
нем. Hundsgugel с креплением  сплитвизор

Что касается спорного флорентийского рельефа, то он относясь к началу XIV века, изображает рыцаря одетого в сахарную голову (разновидность горшкового шлема, похожего формой не на ведро, а на сахарную голову с заострённой макушкой), имеющему нечто очень похожее на забрало с шарнирным креплением по бокам. Поскольку ни одного подобного шлема до нас не дошло, а сам шлем на фоне бацинетов с нем. Klappvisier выглядит опережающим время, то среди экспертов не сложилось единого мнения, о возможности наличия забрала у сахарной головы.

### конец XIV века — первая половина XV века

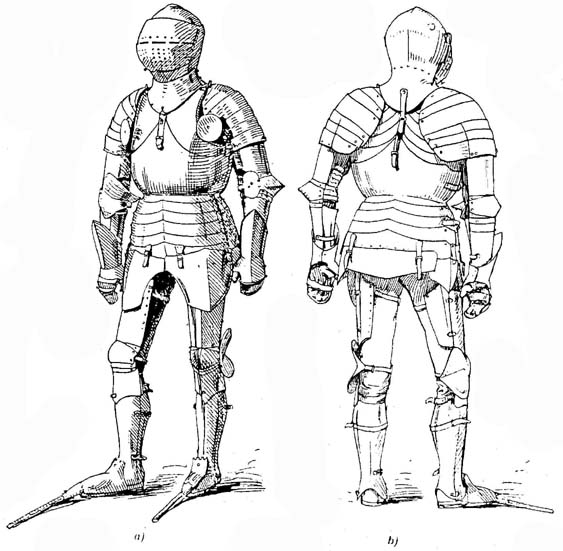
Доспех с гранд-бацинетом

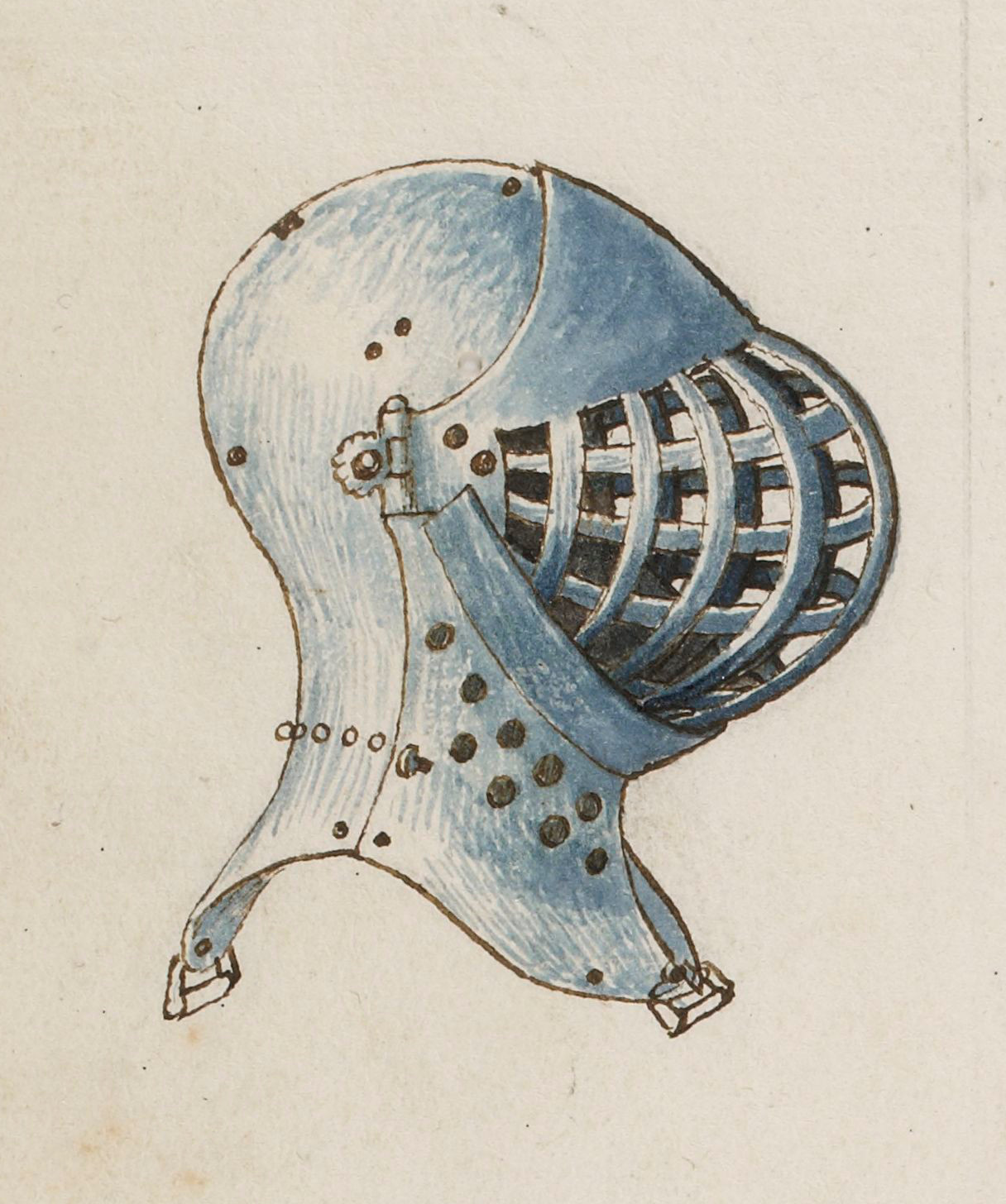
Турнирная разновидность гранд-бацинета

В конеце XIV века бацинет обзавёлся наподбородником и увеличился в размерах приобретя тем самым опору на плечи, позволяющую лучше держать удар, проэволюционировав тем самым в гранд-бацинет. Забрало в начале сохранило остроносую форму нем. Hundsgugel, но затем округлилось, несколько приблизившись к лицу. Поскольку гранд-бацинет (дословно — «большой бацинет») уже не надевался под град-хелм (дословно — «большой шлем» — поздняя разновидность горшкового шлема имеющая опору на плечи), даже на турнирах, то отпала надобность в креплении типа нем. Klappvisier. Кроме того, сам гранд-бацинет оказался настолько удачен, что стал использоваться в турнирах, а вариант гранд-бацинета, использовавшийся для турнира на булавах, обзавёлся специфически турнирным забралом в виде решётки. И именно турнирная разновидность гранд-бацинета успешно дожила до заката турниров и рыцарства.

### вторая половина XV века
Характерной особенностью шлемов XV века было широкое использование наподбородников, которые использовались как со шлемами имеющими забрала, так и со шлемами, их не имеющими. И в том, и в другом случае наподбородник был большим и закрывал не только горло, но и нижнюю половину лица, порой доходя до глаз, фактически беря на себя часть функций забрала, что было полезно не только при отсутствии у шлема забрала, но и при его наличии, так как позволяло в случае надобности увеличивать обзор, не опасаясь ранений в лицо. Кроме того, в появившихся в то время шлемах типа армет (наиболее популярных в Италии), лицо при открытом забрале частично прикрывалось, ещё и нащёчниками, даже при ненадетом наподброднике. Необходимость надевать вместе с арметом наподбородник, дублирующий функции как нащёчников, так и забрала, была связана с тем, что тогда арметы ещё не имели собственной защиты горла, которую и обеспечивал наподбродник.
В связи с тем, что лицо было хорошо защищено большим наподбородником, помимо больших забрал, бравших на себя ещё и функции налобника (дополнительной пластины увеличивавшей прочность шлема в районе лба), имели хождение также и довольно узкие забрала, прикрывающие не столько всё лицо, сколько только глаза — ведь остальная часть лица была закрыта наподбродником. Встречалось так же так называемое «неподвижное забрало», представлявшее собой узкую щель (или пару щелей) в шлеме без забрала, «открывалось» такое забрало сдвиганием шлема на затылок, для чего такой шлем, как правило, имел удлинённый назатыльник, ложившийся в этом случае на шею.

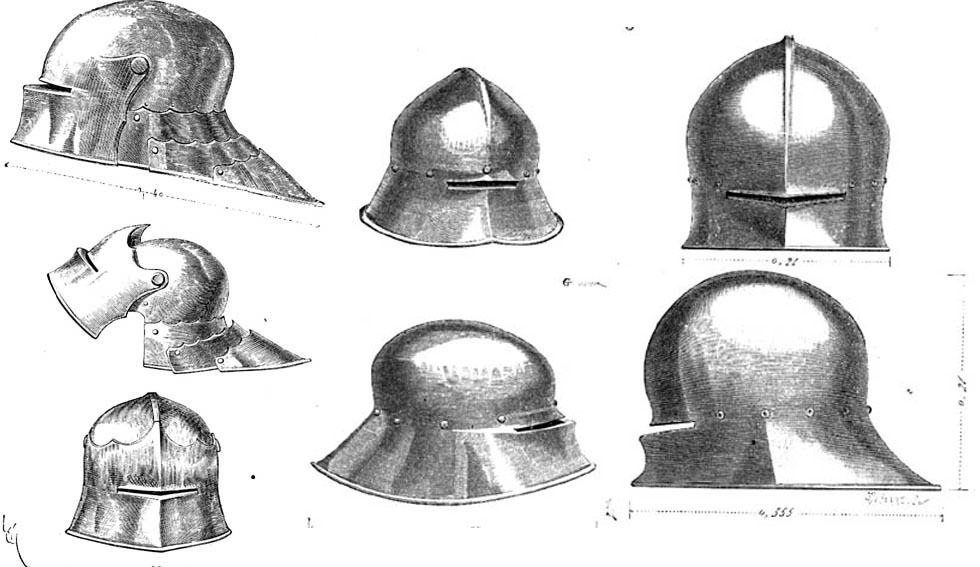
Слева саллад с забралом с налобником; в центре и справа саллады с "неподвижным забралом"
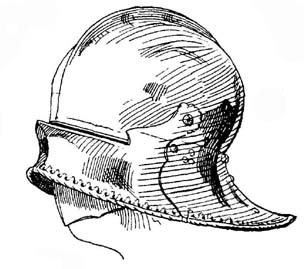
Саллад с узким забралом
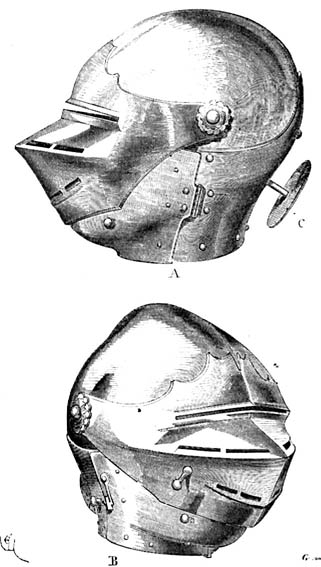
Армет с забралом с налобником
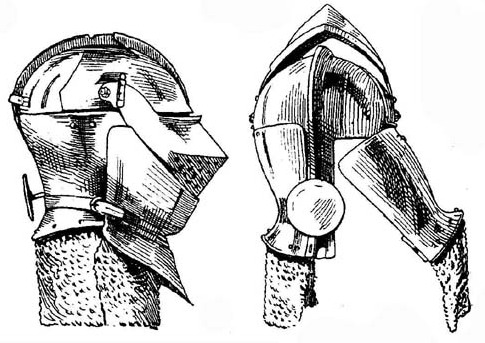
Армет с узким забралом (так же хорошо виден наподпородник)

### Конец XV века — начало XVI века
Этот период отмечен появлением максимилиановского доспеха, с которым связано появление целого ряда «необычных» шлемов и забрал.

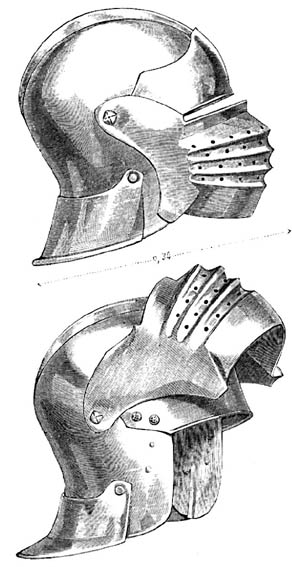
Позднесредневековый салад с забралом «гармошкой»
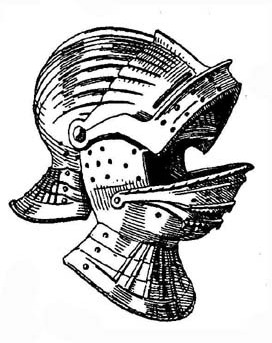
Салад с откидывающимся на шарнирах наподбродником и двойным забралом

Одновременно, армет обретает классическую конструкцию.

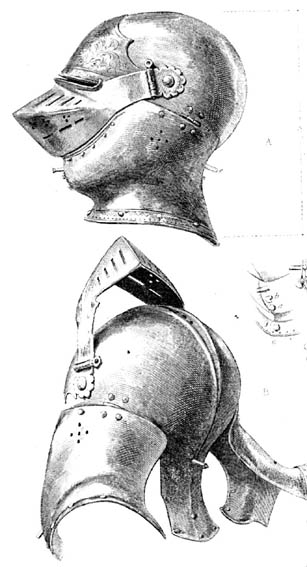
Классический остроносый армет

### XVI век

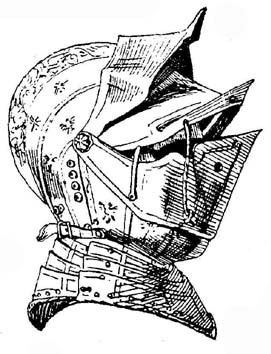
Closed helm с двойным забралом

В 20-х годах XVI века появился венец эволюции забрал — двойное забрало, состоящее из верхнего и нижнего, позволяя тем самым легко и быстро регулировать степень защищённости и обзора. В случае необходимости можно было опустить оба забрала, максимизируя защиту, можно было поднять оба открывая лицо (не возясь с отстёгиванием наподбородника), а можно было поднять верхнее забрало при опущенном нижнем — получая хороший обзор при хорошей защите.
В 30-х годах XVI века появился бургоньет, при котором была не только достигнута новая вершина в эволюции забрал — англ. falling buff (от итал. buffa), но и произошла деградация забрала в козырёк. Что было связано с распространением ручного огнестрельного оружия (Речь именно о массовом ручном оружии, само огнестрельное оружие (в виде пушек) появилось на два века раньше) в кавалерии, вплоть до того, что даже рыцари (а не только появившиеся в то время рейтары и кирасиры) стали носить пистолеты, сделав тем самым хороший обзор критическим.

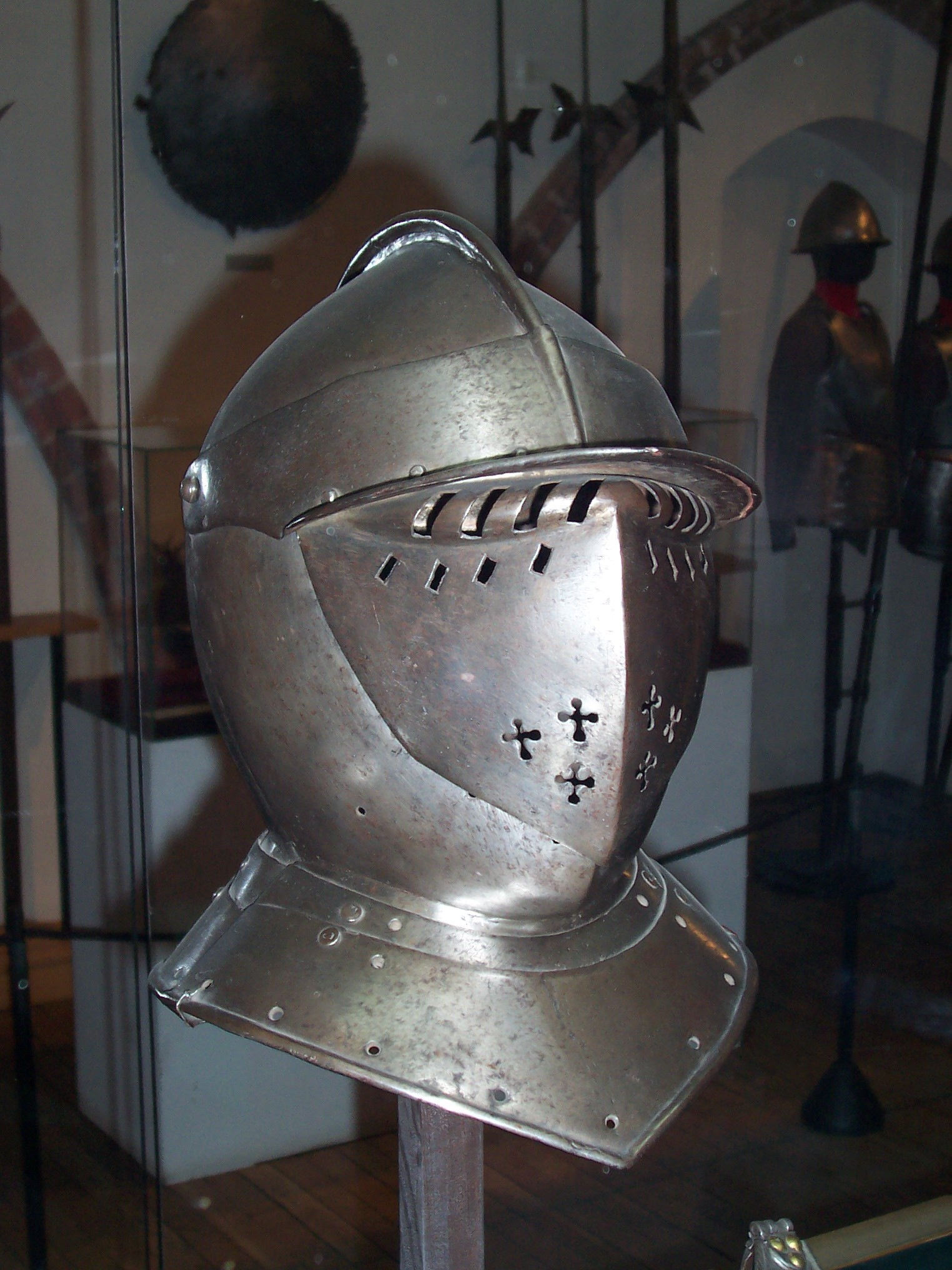
Бургоньет с одинарным забралом
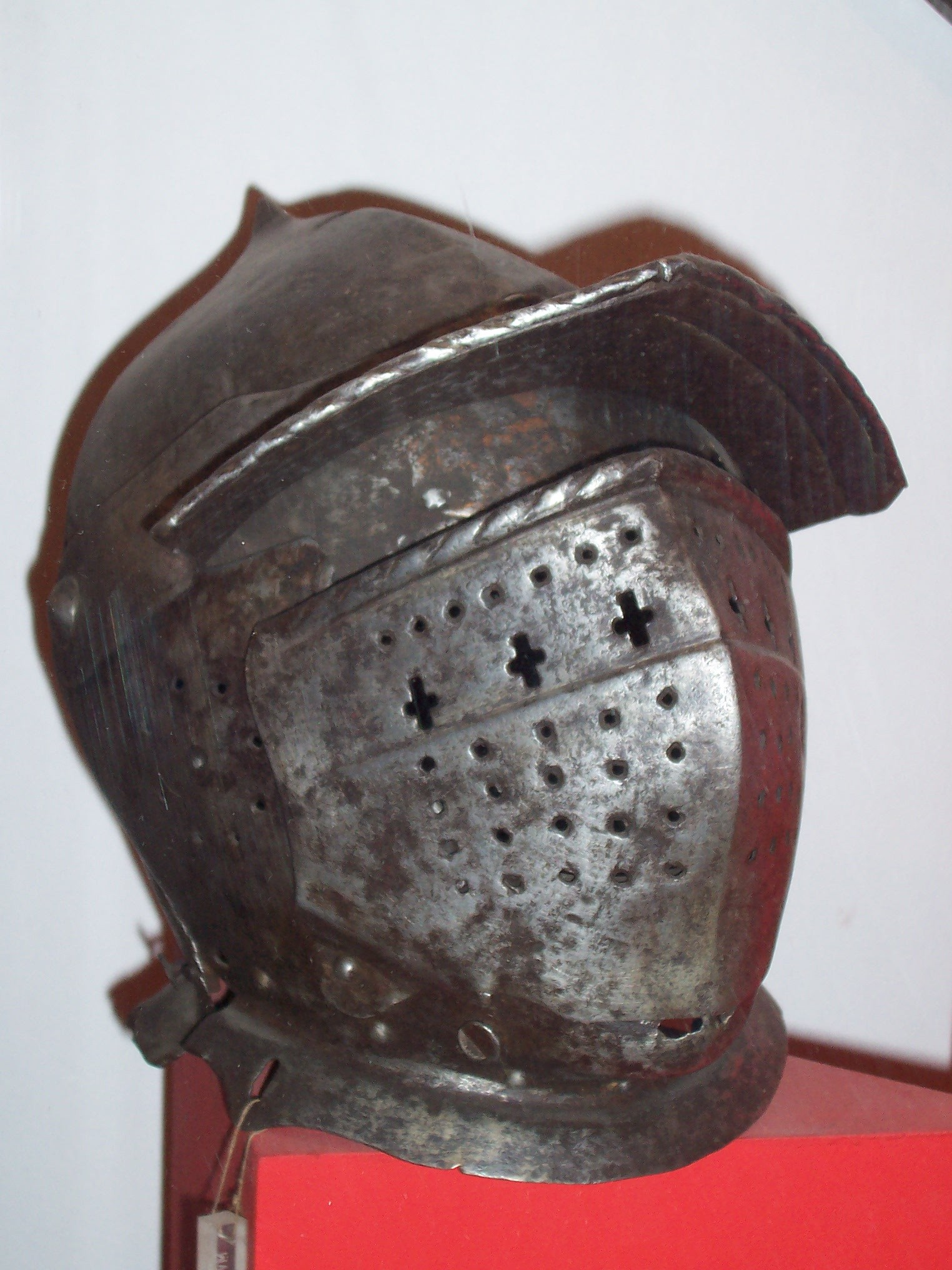
Бургоньет с fallung buffe (складным наподбродником)
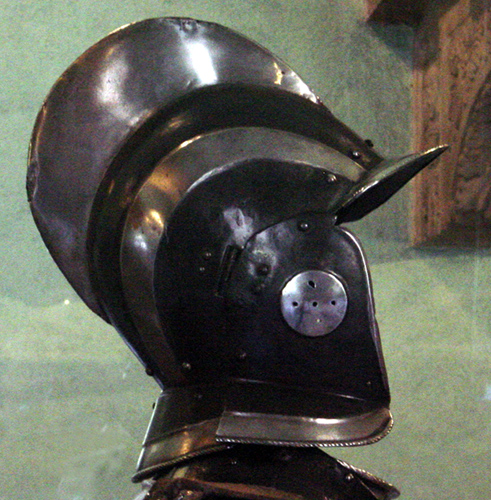
Бургоньет с забралом, минимизировавшимся до козырька
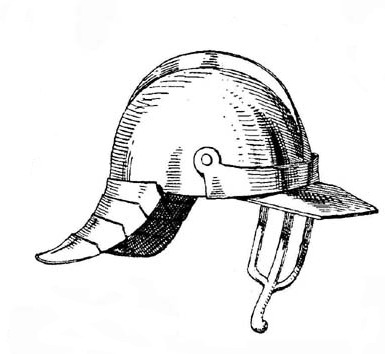
Бургоньет с козырьком и вторичным забралом

## XX—XXI вв

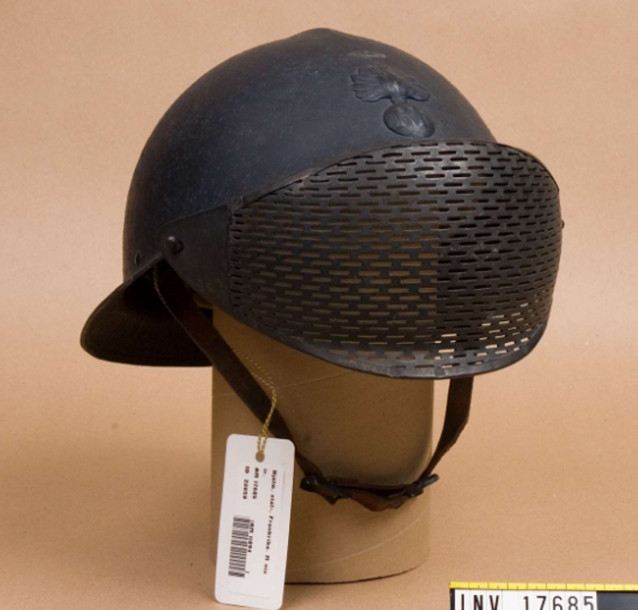
французская каска Адриана с металлическим забралом

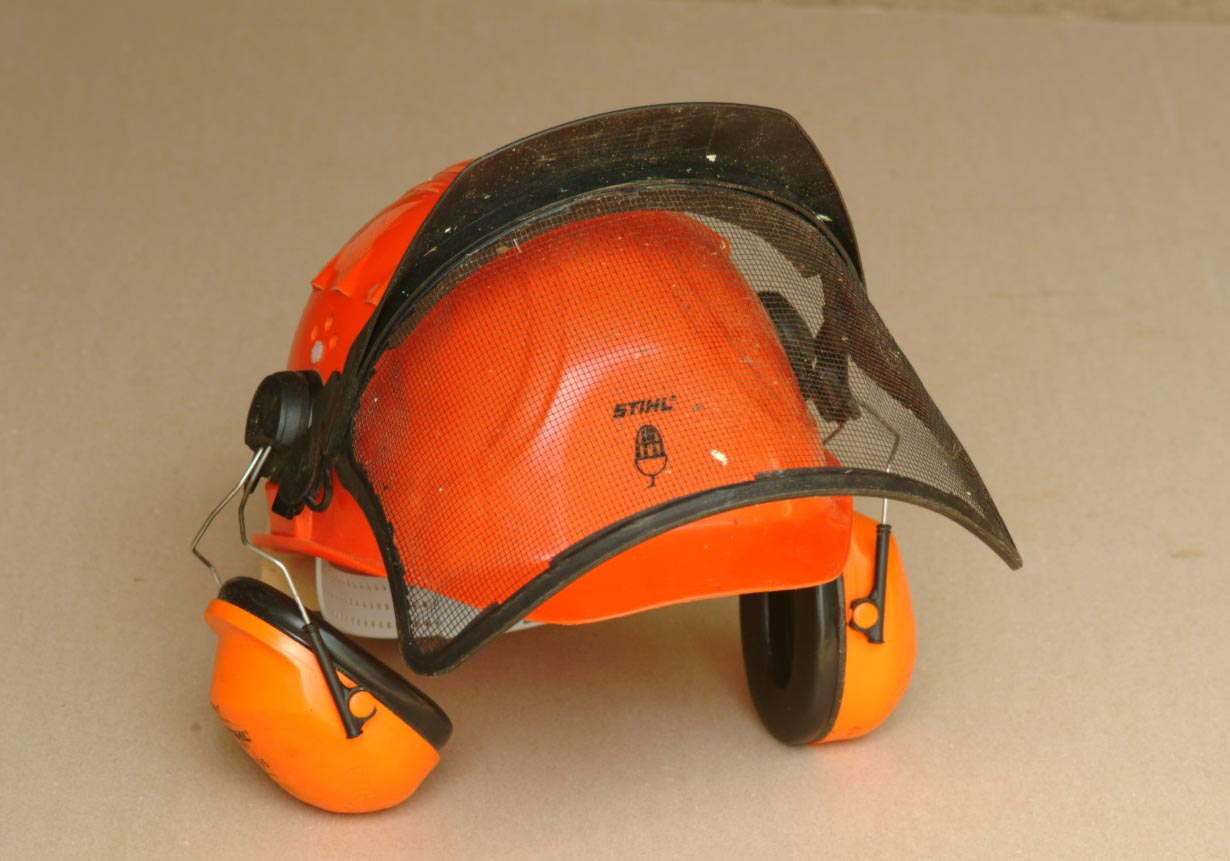
прозрачное забрало на шлеме лесоруба

Некоторые образцы стальных касок, разработанных и предложенных во время первой мировой войны 1914—1918 гг. были оснащены металлическими забралами, но распространения они не получили.
В начале 1941 года в США проходил испытания вариант каски обр. 1917 года с забралом из перфорированного стального листа (которое закрывало верхнюю половину лица пехотинца и должно было защищать глаза солдата от мелких осколков).
В июне 1947 года был запатентован защитный шлем для пожарных с прозрачным забралом из органического стекла. Подобные забрала также начали устанавливать на каски рабочих в некоторых опасных профессиях. В лесном хозяйстве защитные забрала часто состоят из узких решёток, которые находятся перед лицом для защиты от древесных веток и сучьев.
В 1954—1962 гг. для борьбы с массовыми беспорядками в составе японской полиции были сформированы специальные подразделения «кидотай», личный состав которых получил защитное снаряжение (в том числе стальные шлемы с забралами из плексигласа). Во второй половине 1960-х годов в странах Европы имели место митинги и демонстрации протеста, в некоторых случаях переходившие в массовые беспорядки. В 1966 году началась разработка нового шлема для спецподразделений шведской полиции - и в начале 1970-х годов они получили шлемы Huvudskydd m/69 (представлявшие собой армейские стальные каски m/37 с забралом). В дальнейшем аналогичные шлемы появились в полиции других стран мира.
В начале 2014 года было упомянуто о намерении разработать съемное забрало для общевойсковой каски вооруженных сил Великобритании (которое должно обеспечивать защиту для нижней части лица).